# Schmerzensmann

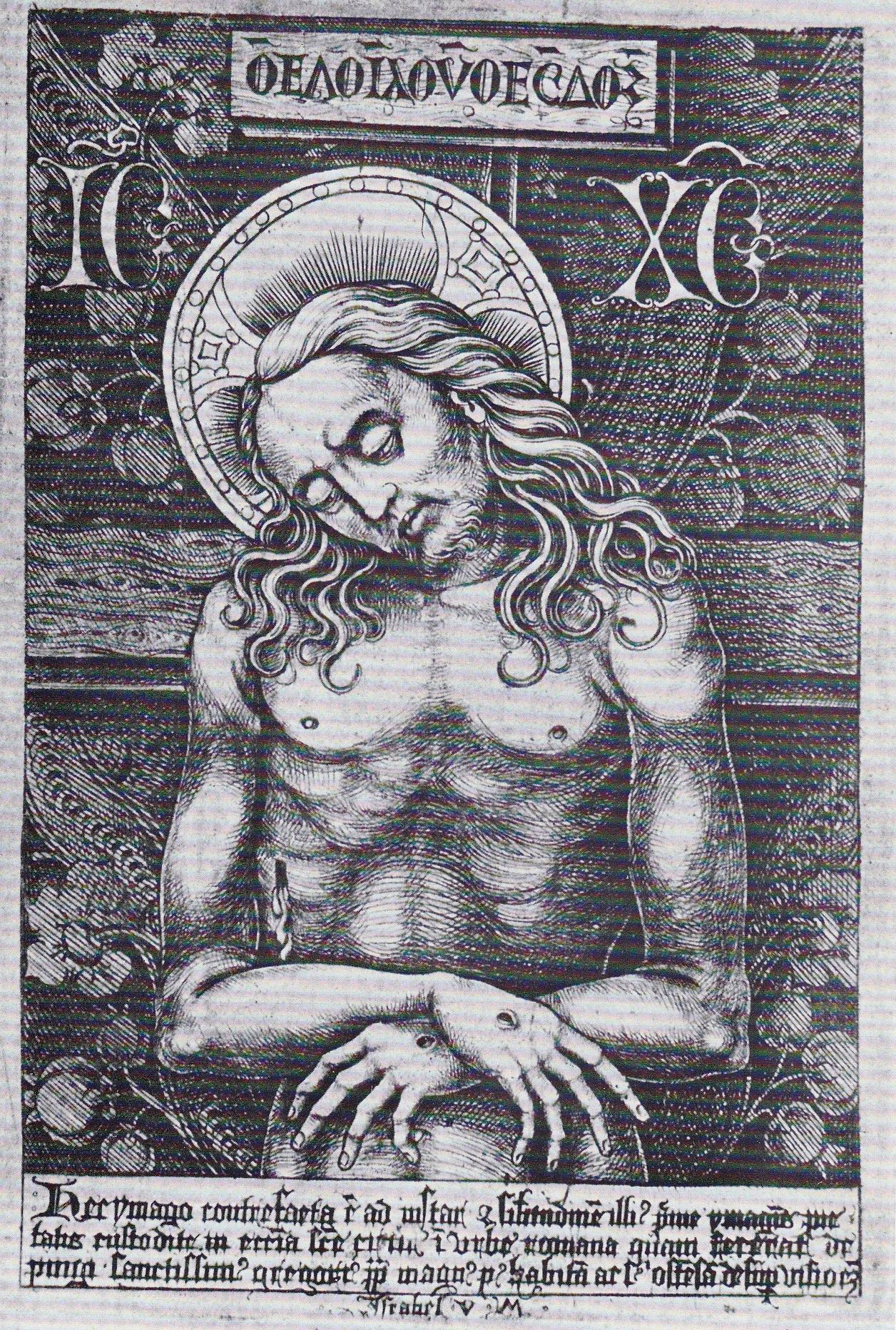
Schmerzensmann. Kupferstich von Israhel van Meckenem, 1495, vermutlich nach einer einige Jahrhunderte älteren byzantinischen Ikone in der römischen Kirche Santa Maria in Gerusalemme

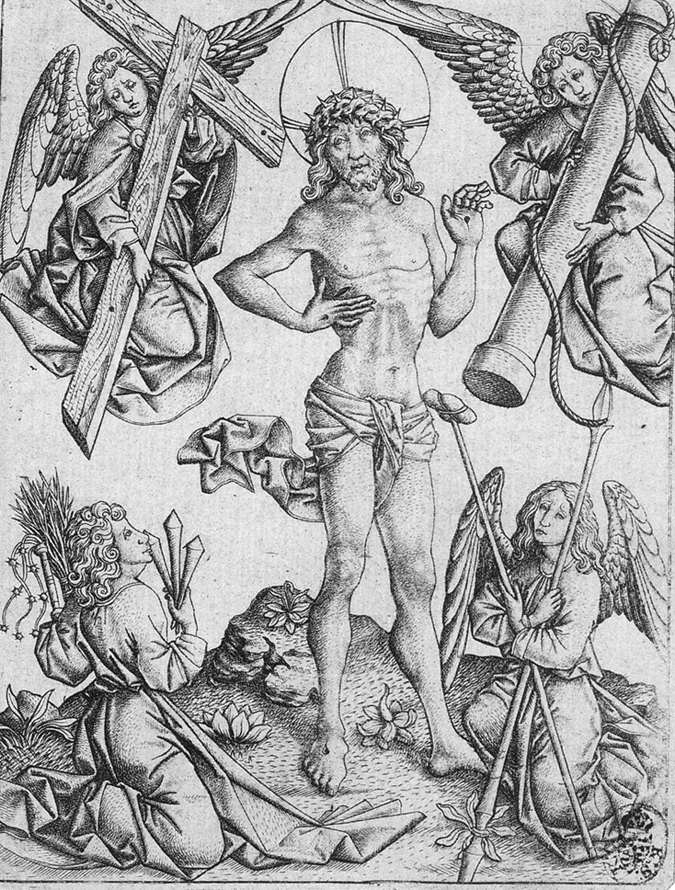
Schmerzensmann und vier Engel mit Passionswerkzeugen, Meister E. S., Kupferstich, ca. 1460, Kupferstichkabinett Dresden. Die Passionswerkzeuge sind hier Kreuz, Dornenkrone, Passionssäule, Nägel, Geißel, Essigschwamm mit Stab und Lanze.

Ein Schmerzensmann (auch: Imago pietatis, Erbärmdebild, Mann der Schmerzen, Bild des Mitleids, Miserikordienbild oder leidender Christus) ist ein Andachtsbild, das den leidenden Jesus Christus mit sämtlichen Kreuzigungswunden und der Seitenwunde, aber lebend und nicht am Kreuz darstellt.

## Geschichte
Der Schmerzensmann in Gestalt des im Sarkophag aufrecht stehenden, halbfigurigen Christus („gregorianischer Schmerzensmann“) kam im 12. Jahrhundert im byzantinisch-ostkirchlichen Kulturkreis als „König der Herrlichkeit“ auf. Eine Ikone dieses Bildtyps in der römischen Kirche Santa Croce in Gerusalemme galt im Mittelalter als ein von Papst Gregor wegen seiner Christusvision (Gregorsmesse) veranlasstes Bild. Im Zusammenhang mit der seit etwa 1300 zunehmenden Eucharistieverehrung, der in die Volksfrömmigkeit einfließenden christlichen Mystik und der an Schmerzensmanndarstellungen gekoppelten Ablässe fand dieses Andachtsbild auch im deutschen Sprachraum Verbreitung. Im Gegensatz zu früheren Darstellungen steht Christus dabei nicht als strahlender König und Sieger über Sünde und Tod im Vordergrund, sondern als Leidender, zu dem der Betrachtende eine innerliche Beziehung aufbauen soll. Im Spätmittelalter wurde der jetzt in ganzer Figur gezeigte Schmerzensmann noch durch Beifiguren (Maria, Johannes, Engel), den Gnadenstuhl und die Leidenswerkzeuge oder das Schweißtuch der Veronika angereichert. In Darstellungen der Gregorsmesse erscheint er dem zelebrierenden Papst auf dem Altartisch stehend.
Der Schmerzensmann unterscheidet sich vom Ecce-homo-Motiv, das Christus nach der Geißelung mit Dornenkrone, aber ohne die Wundmale der Kreuzigung zeigt, wie auch von der Engelspietà, wo der Leichnam Christi von Engeln betrauert wird.

## Beispiele

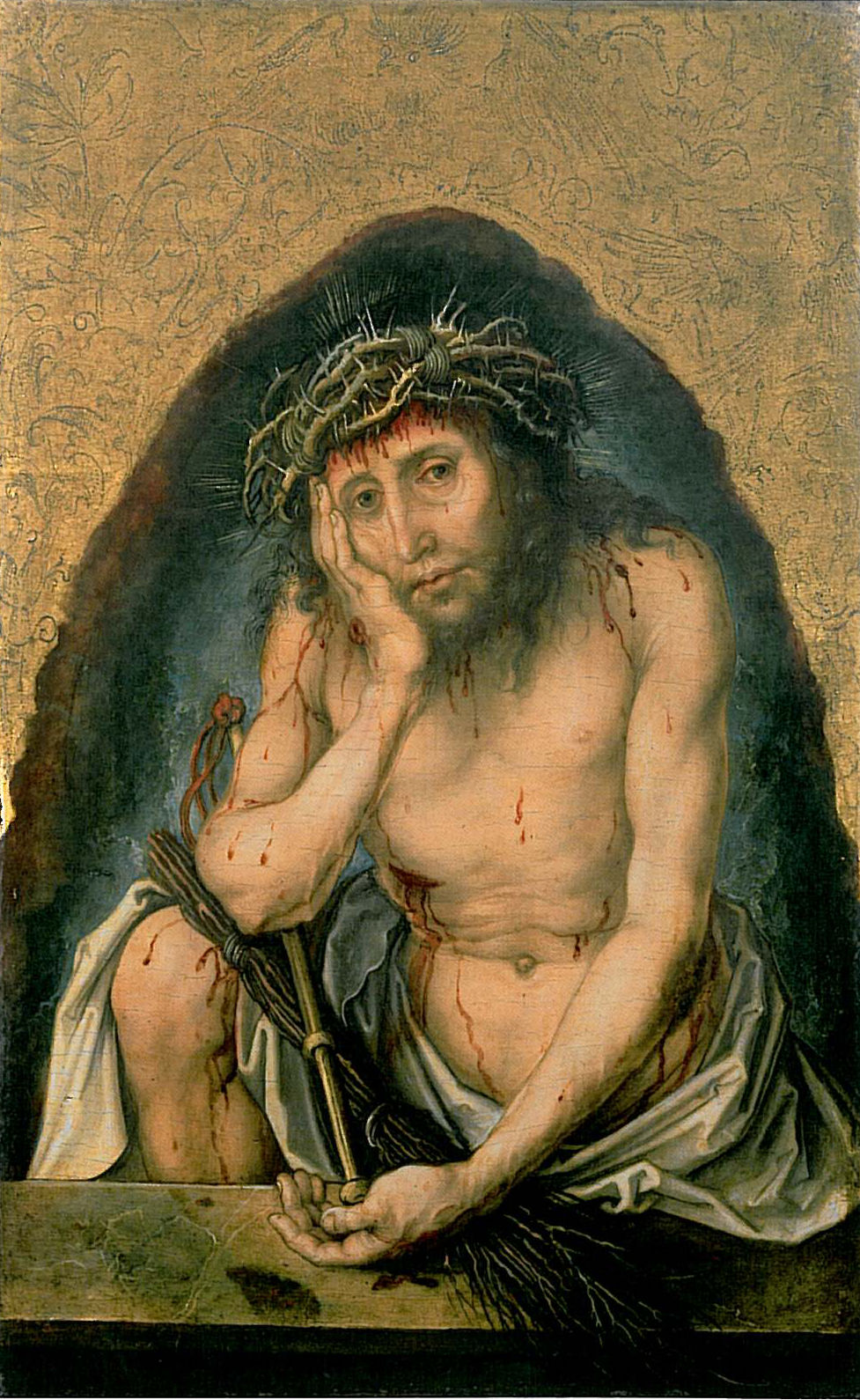
Albrecht Dürer, Staatliche Kunsthalle Karlsruhe
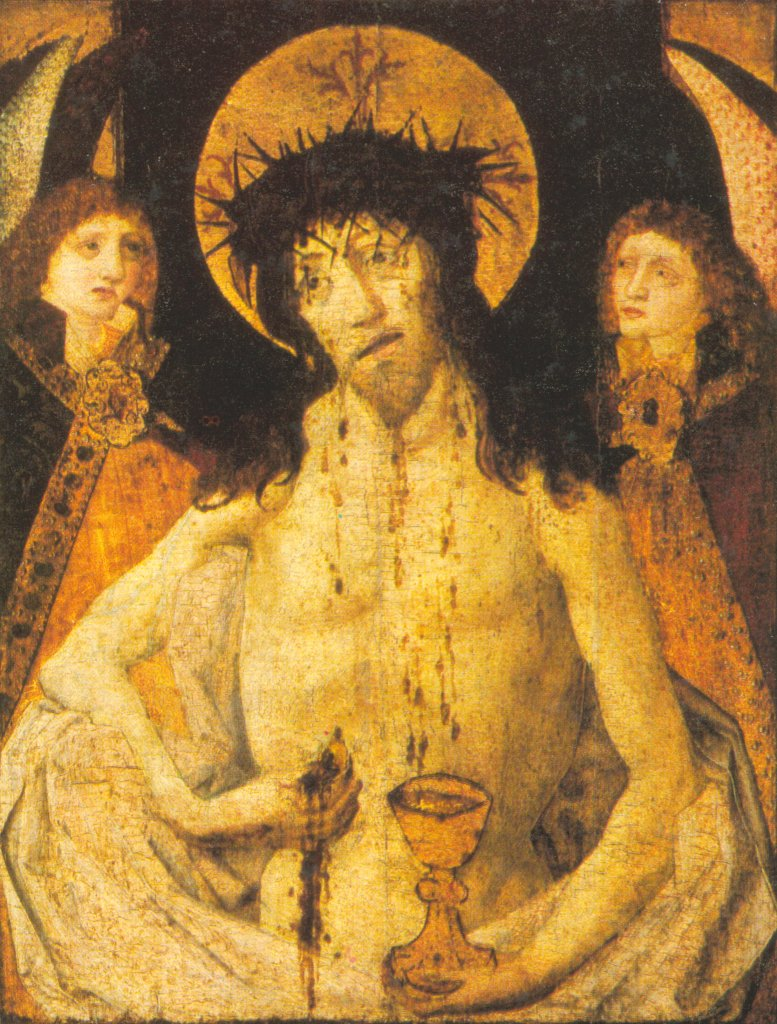
Schmerzensmann und Engel, Nationalgalerie Prag
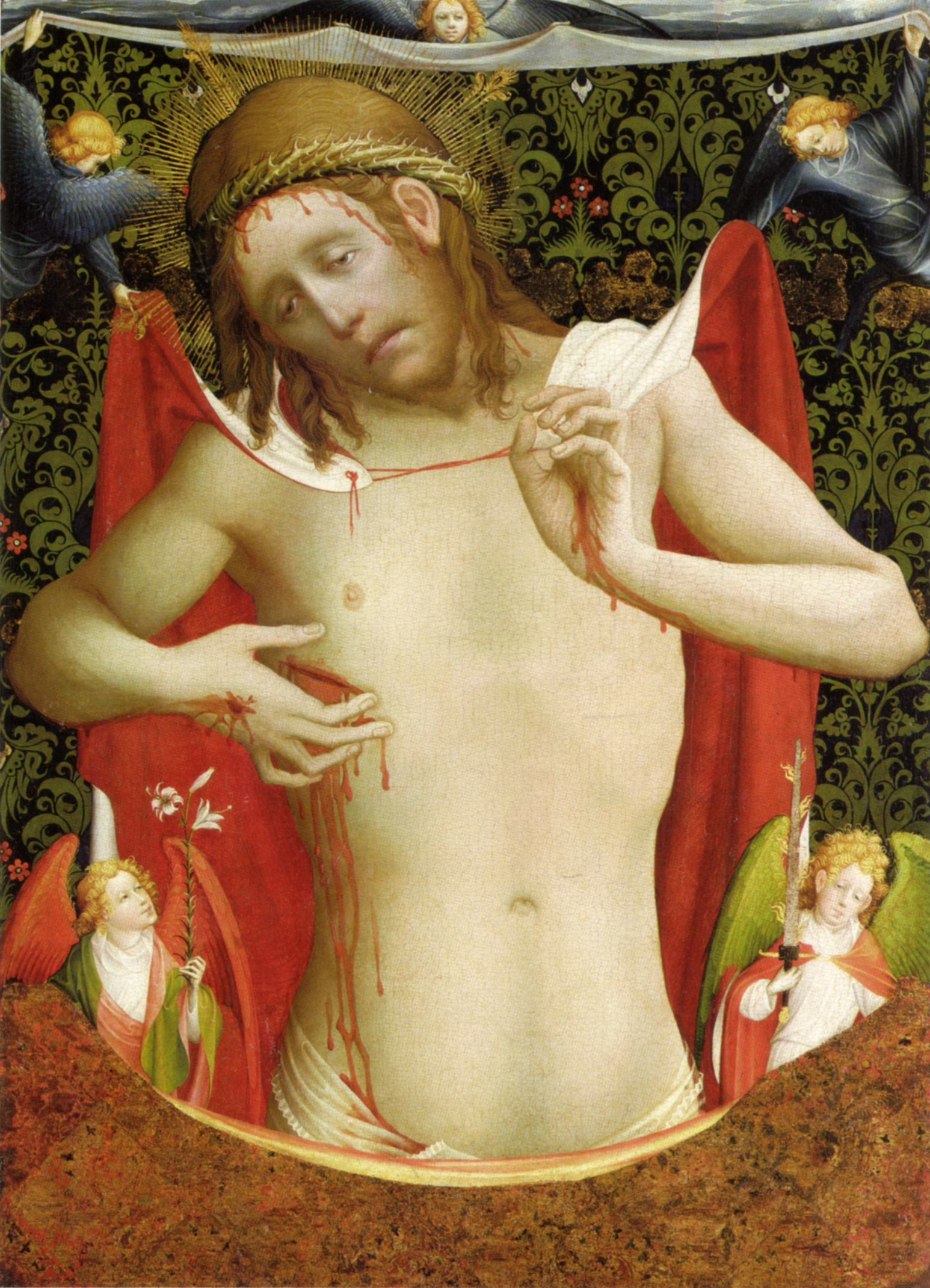
Meister Francke
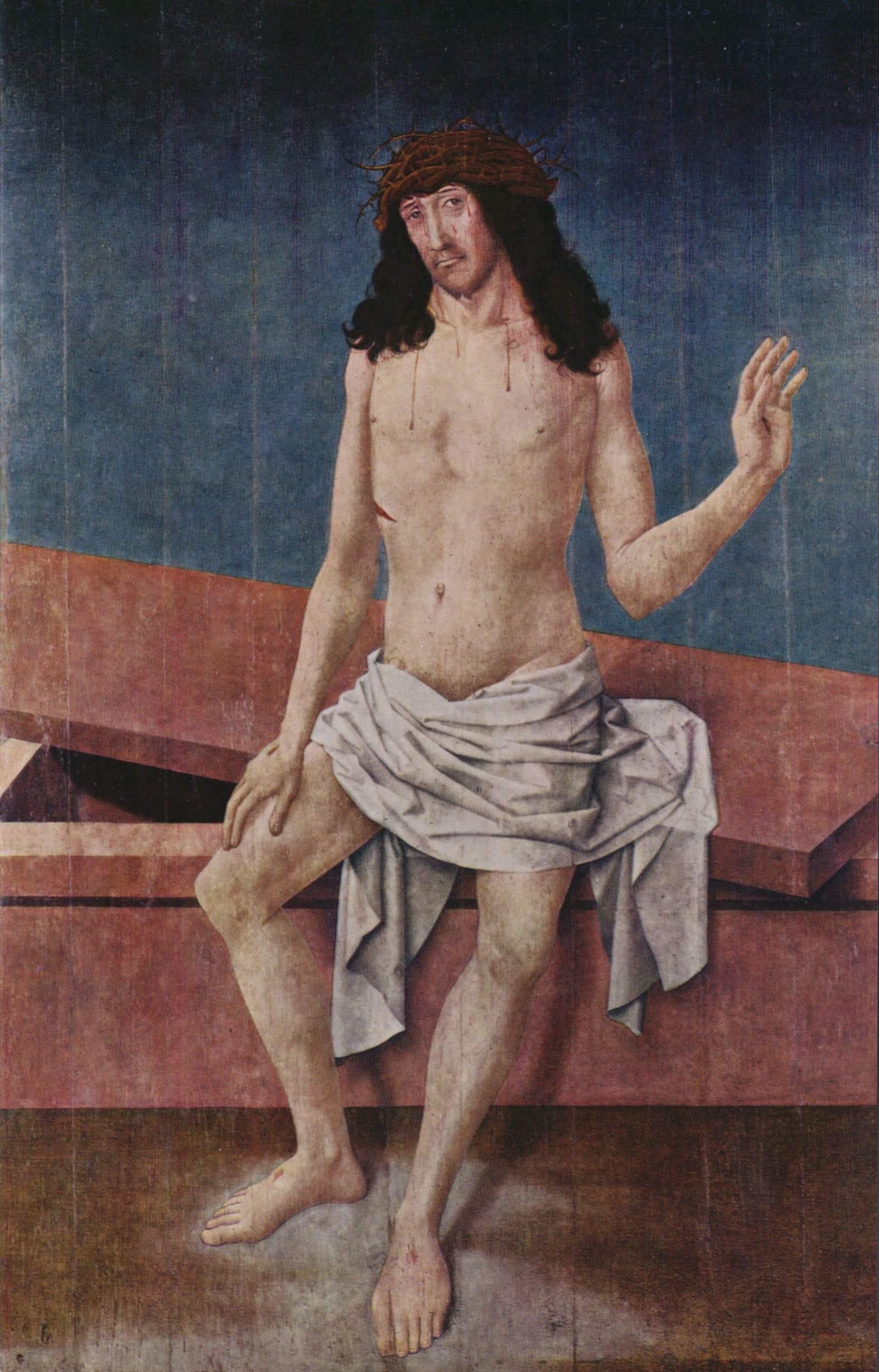
Rueland Frueauf der Ältere
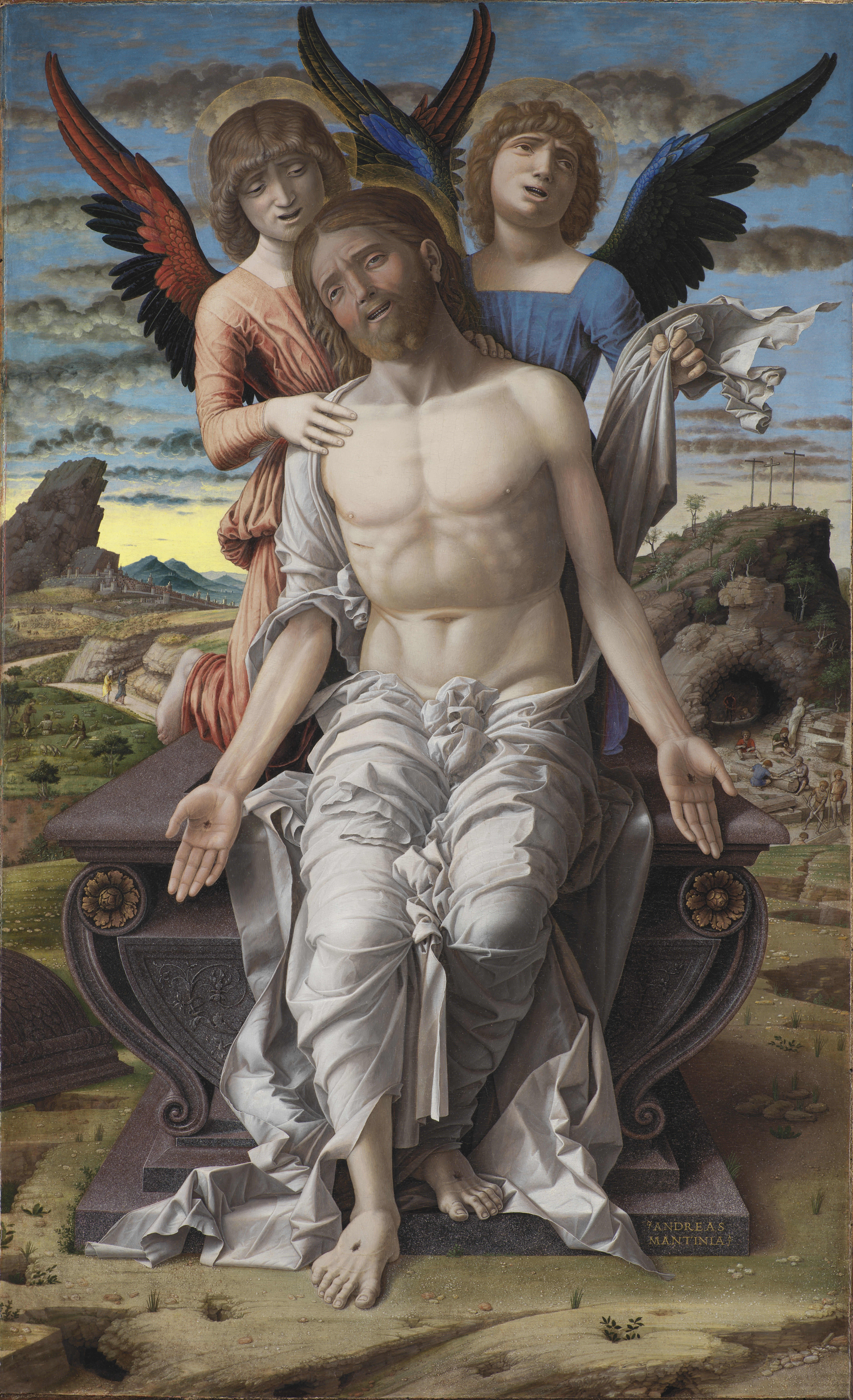
Andrea Mantegna
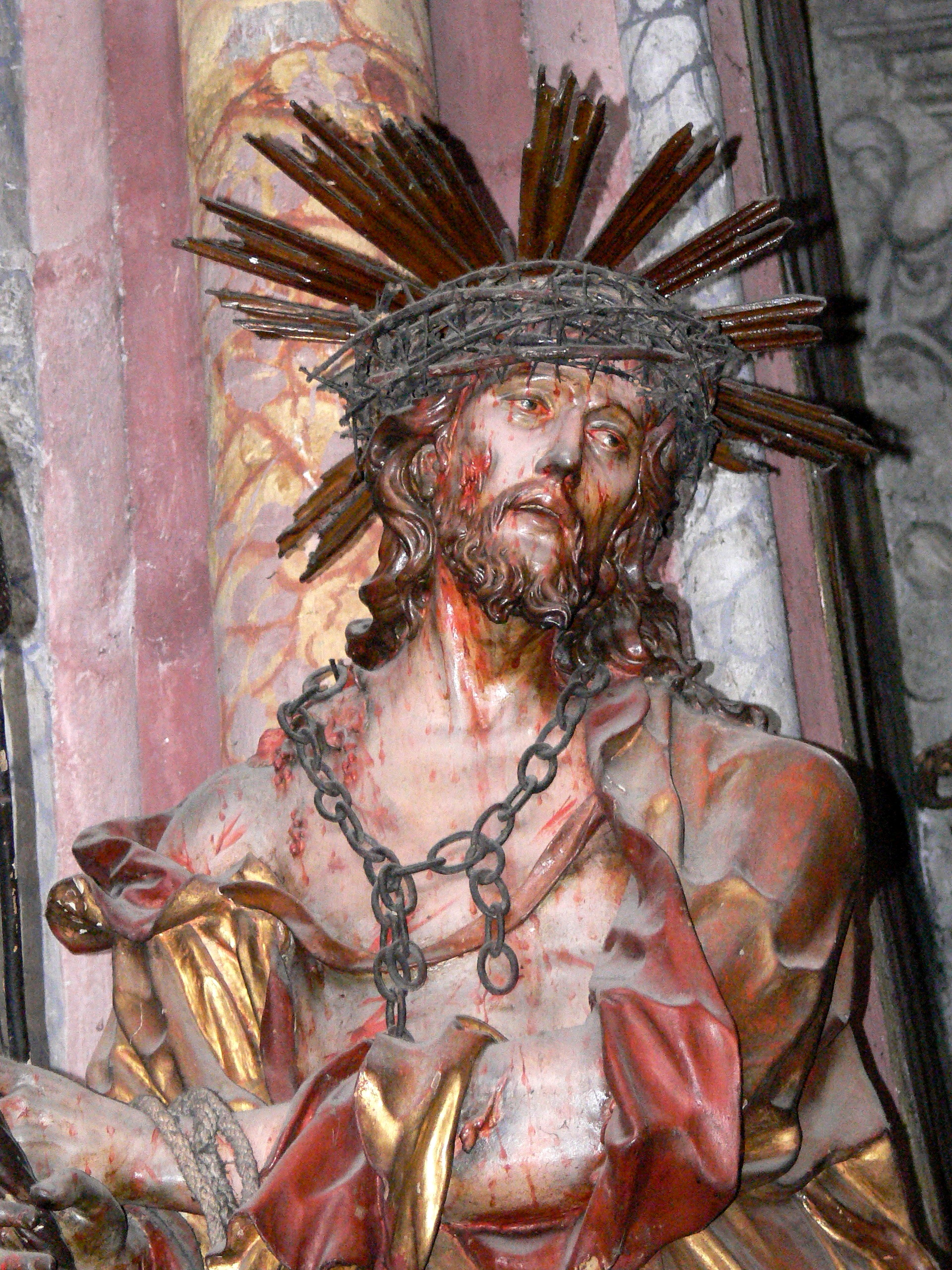
Meinrad Guggenbichler 1706